# Gleichrichtwert
Der arithmetische Mittelwert einer Wechselgröße ist null und eignet sich daher nicht, eine Wechselgröße zu charakterisieren. Die messtechnisch einfachste Möglichkeit zur Gewinnung einer quantitativen Aussage über eine Wechselgröße ist deren Gleichrichtwert. Dieser in der Elektrotechnik verwendete Begriff steht für den Mittelwert des Betrages dieser Größe (engl. average rectified value (ARV)).
Vorzugsweise wird der Gleichrichtwert bei Wechselstrom oder Wechselspannung angewendet.

## Einführung
Der Gleichrichtwert eines Wechselstromes gibt an, welcher Gleichstrom dieselbe Ladungsmenge transportiert wie im zeitlichen Mittel ein gleichgerichteter Wechselstrom.
Die mathematische Definition lautet:
{\displaystyle {\overline {\left|x\right|}}={\frac {1}{T}}\int _{0}^{T}|x(t)|\mathrm {d} t}
Lässt sich der Verlauf des Signals nicht ohne weiteres mathematisch beschreiben, kann man zur Berechnung des Gleichrichtwertes folgendes Näherungsverfahren anwenden
{\displaystyle {\overline {\left|x\right|}}\approx {\frac {1}{n}}\sum _{i=1}^{n}|x_{i}|={\frac {1}{n}}\left(|x_{1}|+|x_{2}|+|x_{3}|+\dotsb +|x_{n}|\right)}
wobei {\displaystyle x_{i}} Abtast- bzw. Momentanwerte sind, die in einem immer gleichen Abstand {\displaystyle \Delta t} während einer Periode {\displaystyle T} von dem Signal abgelesen werden. Dabei ist
{\displaystyle \Delta t={\frac {T}{n}}\ .}
Die Reihenfolge – erst Betrag, dann Mittelwert bilden – darf nicht vertauscht werden. Deshalb muss sie an der Schreibweise (siehe oben) erkennbar sein. Zu vermeiden sind die Schreibweisen {\displaystyle \left|{\overline {x}}\right|} (falsche Reihenfolge) und {\displaystyle |{\overset {-}{x}}|} (unklare Reihenfolge).
Für den besonders häufig vorkommenden Fall einer sinusförmigen Wechselgröße ist der Gleichrichtwert das (2/π)-fache des maximalen Wertes (Scheitelwert).

## Anwendung in der Messtechnik
Anzeigende Messgeräte in der Messtechnik müssen so langsam arbeiten, dass man die Messwerte ablesen kann. Bei schnellen Änderungen, die das menschliche Auge nicht erfassen kann, zeigen sie eine gemittelte Größe an, z. B. elektromechanisch gemittelt mit Drehspulmesswerk, elektronisch gemittelt mit Dual-Slope-Verfahren, siehe auch Digitale Messtechnik. Der Mittelwert einer Wechselgröße ist aber gleich null (gemäß Definition einer Wechselgröße, siehe ). Die einfachste Möglichkeit zur Messung der Wechselgröße besteht in der Messung ihres Gleichrichtwertes. Eine aufwändigere Möglichkeit besteht in der Messung ihres Effektivwertes. Physikalisch gesehen ist dieser das Gleichstromäquivalent in Blick auf die Wirkleistung der Wechselgröße. In der Technik ist der Effektivwert wesentlich bedeutsamer; Wechselgrößen-Messgeräte sind darauf ausgelegt, dass dieser Wert angezeigt wird.
Dennoch sind den Gleichrichtwert bildende Messgeräte weit verbreitet. Sie zeigen aber nicht den Gleichrichtwert an, sondern das 1,11-fache davon. Das ist bei Sinus-Verlauf der Effektivwert, siehe unten bei „Vergleich“. Damit zeigen die Geräte den Effektivwert an – aufgrund der Erfassung des Gleichrichtwertes. Sinnvoll und korrekt ist das einzig für den sinusförmigen Verlauf, der allerdings in vielen Wechselgrößen-Messaufgaben vorkommt. Für jeden anderen Signalverlauf ist die Anwendung der Geräte aber fragwürdig bis sinnlos, siehe unten bei „Konsequenz“.
Ebenfalls fragwürdig bis sinnlos ist die Messung eines Wechselsignals, dem ein Gleichsignal überlagert ist, siehe unten bei „Mischspannung“. Deshalb besteht bei manchen Messgeräte die zusätzliche Möglichkeit den Wechselanteil alleine zu erfassen.

## Herleitung
Der Mittelwert wird in einem Signal-Zeit-Diagramm bestimmt aus der Fläche, die sich in der Höhe zwischen der Signallinie und der Nulllinie erstreckt und in der Breite über die Dauer einer vollen Periode. Ein Rechteck mit demselben Flächeninhalt und derselben Breite hat die mittlere Höhe der Fläche; diese Höhe ist der Mittelwert. Den Flächeninhalt bestimmt man durch Integration, beim Rechteck durch Multiplikation.
Entsprechend ergibt sich der Gleichrichtwert {\displaystyle x_{\mathrm {glr} }} aus der Fläche des gleichgerichteten Signals; das bedeutet
{\displaystyle x_{\mathrm {glr} }\cdot T=\int _{0}^{T}|x(t)_{\mathrm {signal} }|\mathrm {d} t}
Daraus ergibt sich die Formel
{\displaystyle x_{\mathrm {glr} }={\frac {1}{T}}\int _{0}^{T}|x(t)_{\mathrm {signal} }|\mathrm {d} t}
Aus dieser allgemeinen Form lassen sich spezielle Ergebnisse ableiten, wie im Folgenden dargestellt.

### Sinusgröße

Sinusgröße mit Mittelwert
Gleichgerichtete Sinusgröße mit zugehörigem Mittelwert

Eine sinusförmige Wechselgröße, kurz Sinusgröße, genügt der Gleichung
{\displaystyle x(t)_{\mathrm {signal} }={\hat {x}}\cdot \sin(\omega t+\varphi _{x})}
Da die Fläche über eine ganze Periode der Funktion zu bilden ist, ist diese unabhängig vom Anfangszeitpunkt der Fläche. Ein Nullphasenwinkel {\displaystyle \varphi _{x}} braucht nicht beachtet zu werden; er wird zur Vereinfachung zu 0 angesetzt.
{\displaystyle x_{\mathrm {glr} }={\frac {1}{T}}\int _{0}^{T}|{\hat {x}}\cdot \sin(\omega t)|\mathrm {d} t}
Wie das Bild zeigt, ist das gleichgerichtete Signal bereits nach {\displaystyle T/2} periodisch, so dass die Rechnung mit {\displaystyle T/2} statt {\displaystyle T} durchgeführt werden kann.
{\displaystyle x_{\mathrm {glr} }={\frac {1}{\frac {T}{2}}}\int _{0}^{\frac {T}{2}}|{\hat {x}}\cdot \sin(\omega t)|\mathrm {d} t}
In {\displaystyle 0\leq t\leq T/2} ist {\displaystyle \sin(\omega t)\geq 0} , so dass das Betragszeichen entfallen kann.
{\displaystyle x_{\mathrm {glr} }={\frac {2{\hat {x}}}{T}}{\bigg [}-{\frac {1}{\omega }}\cos(\omega t){\bigg ]}_{t=0}^{\frac {T}{2}}}
Mit {\displaystyle \omega ={\frac {2\pi }{T}}} wird
{\displaystyle x_{\mathrm {glr} }={\frac {\hat {x}}{\pi }}{\bigg [}-\cos(\omega t){\bigg ]}_{\omega t=0}^{\pi }}
Mit {\displaystyle \cos(0)=1;\ \cos(\pi )=-1} vereinfacht sich das zu
{\displaystyle x_{\mathrm {glr} }={\frac {\hat {x}}{\pi }}(1+1)={\frac {2}{\pi }}{\hat {x}}=0{,}6366\cdot {\hat {x}}}

### Angeschnittene Sinusspannung

Angeschnittene Sinusspannung; original und gleichgerichtet

Die häufig durch Phasenanschnitt entstehende, im nebenstehenden Bild links gezeigte Spannung ist im Wesentlichen eine Sinusspannung, aber nach jedem Nulldurchgang bleibt sie auf null, und erst eine Zeit {\displaystyle aT} danach wird wieder der Sinusverlauf eingeschaltet. Für diese Spannung ergibt sich
{\displaystyle u_{\mathrm {glr} }={\frac {2}{T}}\int _{aT}^{\frac {T}{2}}|{\hat {u}}\cdot \sin(\omega t)|\mathrm {d} t}
{\displaystyle u_{\mathrm {glr} }={\frac {\hat {u}}{\pi }}\left[1+\cos(2a\pi )\right]}
mit 0 ≤ {\displaystyle a} < ½.

### Gepulste Spannung

Periodisch ein- und ausgeschaltete Spannung mit Mittelwert
Deren Wechselanteil und gleichgerichteter Wechselanteil mit Mittelwerten

Die im nebenstehenden Bild oben gezeigte Spannung {\displaystyle u} ist eine Mischspannung; sie entsteht aus einer periodisch für die Dauer {\displaystyle aT} ein- und für den Rest der Periodendauer ausgeschalteten positiven Gleichspannung {\displaystyle U}. Da es hier keine negativen Momentanwerte gibt, sind Mittelwert und Gleichrichtwert gleich groß;
{\displaystyle {\overline {u}}=u_{\mathrm {glr} }=U\cdot a}
mit 0 ≤ {\displaystyle a} ≤ 1. Die Grenzfälle {\displaystyle a} = 0 und {\displaystyle a} = 1 liefern die nie eingeschaltete und die immer eingeschaltete Spannung.
{\displaystyle {\overline {u}}} ist der Gleichanteil der Mischspannung, der von einem Wechselanteil überlagert wird.

### Wechselanteil
Den Wechselanteil {\displaystyle u_{\mathrm {we} }=u-{\overline {u}}} der gepulsten Spannung zeigt das Bild unten links. Hier ist wieder der Mittelwert {\displaystyle {\overline {u_{\mathrm {we} }}}} = 0.
Durch Gleichrichtung erhält man den daneben gezeigten Verlauf; den Gleichrichtwert erhält man aus dessen Mittelwert. Die Fläche während der Dauer einer Periode besteht aus zwei Rechtecken, die jeweils die Größe {\displaystyle U\;T\cdot a(1-a)} haben. Damit wird
{\displaystyle u_{\mathrm {we\ glr} }=U\cdot 2a(1-a)}

### Mischspannung

Überlagerung von Gleich- und Wechselspannung

Bei einer Mischspannung sind zwei Fälle zu unterscheiden.
1. In nebenstehenden Bild ist links der Gleichanteil {\displaystyle u_{\mathrm {gl} }} (dem Betrage nach) größer als der Scheitelwert des Wechselanteils {\displaystyle {\hat {u}}_{\mathrm {we} }} . Die Kurve schneidet nicht die Nulllinie. In diesem Fall ist der Gleichrichtwert gleich dem Betrag des Gleichanteils. Eine Information über den Wechselanteil ist nicht enthalten.
{\displaystyle u_{\mathrm {glr} }={\overline {|u|}}=|u_{\mathrm {gl} }|}
2. Im Bild ist rechts der Gleichanteil {\displaystyle u_{\mathrm {gl} }} (dem Betrage nach) kleiner als der Scheitelwert des Wechselanteils {\displaystyle {\hat {u}}_{\mathrm {we} }} . Die Kurve schneidet die Nulllinie. In diesem Fall ist die Bestimmung eines Gleichrichtwertes nicht sinnvoll; er enthält weder eine Aussage zum Gleichanteil noch zum Wechselanteil noch zu deren Verhältnis.

### Weitere Signalformen
Für Gleichrichtwerte bei einigen weiteren Signalverläufen siehe Tabelle bei Formfaktor.

## Vergleich Effektivwert mit Gleichrichtwert
Das Verhältnis von Effektivwert zu Gleichrichtwert bezeichnet man als Formfaktor
{\displaystyle k_{f}={\frac {x_{\mathrm {eff} }}{x_{\mathrm {glr} }}}}
Mit diesem lässt sich die Kurvenform einer Wechsel- oder Mischgröße beurteilen. Er ist ≥ 1 und umso größer, je „bizarrer“ der Verlauf ist.

### Für Sinusgröße
| Gleichrichtwert: | {\displaystyle x_{\mathrm {glr} }={\frac {2}{\pi }}{\hat {x}}=0{,}6366\cdot {\hat {x}}}                                                    |
| Effektivwert:    | {\displaystyle x_{\mathrm {eff} }={\frac {1}{\sqrt {2}}}{\hat {x}}=0{,}7071\cdot {\hat {x}}}                                               |
| Formfaktor:      | {\displaystyle k_{f}={\frac {\frac {1}{\sqrt {2}}}{\frac {2}{\pi }}}={\frac {\pi }{2\cdot {\sqrt {2}}}}={\frac {\pi }{\sqrt {8}}}=1{,}111} |

### Für angeschnittene Sinusspannung
| Gleichrichtwert: | {\displaystyle u_{\mathrm {glr} }={\frac {1+\cos(2a\pi )}{\pi }}{\hat {u}}}                              |
| Effektivwert:    | {\displaystyle u_{\mathrm {eff} }={\sqrt {{\frac {1}{2}}-a+{\frac {1}{4\pi }}\sin(4a\pi )}}\ {\hat {u}}} |
| Formfaktor:      | Auf die Angabe der Gleichung wird verzichtet, da sich nichts kürzen lässt.                               |
|                  | Bei a = 1/4 (Einschalten im Scheitel) ist {\displaystyle k_{f}={\frac {\pi }{2}}=1{,}571}                |

### Für gepulste Spannung
Der Grenzfall {\displaystyle a} = 0 liefert {\displaystyle u} = 0 und wird von dem Vergleich ausgeschlossen.
| Gleichrichtwert: | {\displaystyle u_{\mathrm {glr} }=U\;a}         |
| Effektivwert:    | {\displaystyle u_{\mathrm {eff} }=U{\sqrt {a}}} |
| Formfaktor:      | {\displaystyle k_{f}=1/{\sqrt {a}}}             |

### Für Wechselanteil der gepulsten Spannung
Die Grenzfälle {\displaystyle a} = 0 und {\displaystyle a} = 1 enthalten keinen Wechselanteil und werden ausgeschlossen.
| Gleichrichtwert: | {\displaystyle u_{\mathrm {we\ glr} }=U\;2a(1-a)} |
| Effektivwert:    | {\displaystyle u_{\mathrm {we\ eff} }=U{\sqrt {a(1-a)}}} |
| Formfaktor:      | {\displaystyle k_{f}=1/\left({2{\sqrt {a(1-a)}}}\right)} |
|                  | Für den Fall des symmetrischen Pulses mit {\displaystyle a} = ½ ist {\displaystyle k_{f}} = 1, für jeden anderen Fall > 1. Wenn z. B. die Spannung nur für 1 % der Zeit eingeschaltet ist, wird {\displaystyle k_{f}} = 5,0. |

## Messtechnische Konsequenz
Durch ein den Gleichrichtwert bildendes Messgerät kann eine beträchtliche Messabweichung entstehen, da es so skaliert und justiert wird, dass der angezeigte Wert ein Effektivwert sein soll.
| Angezeigter Wert:                | {\displaystyle x_{a}=1{,}11\cdot x_{\mathrm {glr} }}                     |                                               |
| Richtiger Wert:                  | {\displaystyle x_{r}=x_{\mathrm {eff} }=k_{f}\cdot x_{\mathrm {glr} }}   |                                               |
| Relativer Fehler:                | {\displaystyle f={\frac {x_{a}-x_{r}}{x_{r}}}={\frac {1{,}11}{k_{f}}}-1} |                                               |
| Für {\displaystyle k_{f}} = 1,00 | {\displaystyle f} = + 11 %                                               | Anzeige deutlich zu groß                      |
| Für {\displaystyle k_{f}} = 1,11 | {\displaystyle f} = ± 0                                                  | Anzeige frei vom Kurvenform-Fehler            |
| Für {\displaystyle k_{f}} = 1,57 | {\displaystyle f} = − 29 %                                               | Anzeige erheblich zu klein                    |
| Für {\displaystyle k_{f}} = 5,0  | {\displaystyle f} = − 78 %                                               | Anzeige katastrophal zu klein;                |
|                                  |                                                                          | nur 22 % des Effektivwertes werden angezeigt. |

Bei der Verwendung dieser Geräte ist also Vorsicht geboten. Der relative Fehler durch die Kurvenform kann den Bereich „wenige Prozent“ leicht überschreiten. Die Sinusform ist noch am ehesten bei der Spannung im Energieversorgungsnetz vorzufinden; dort ist das Einsatzgebiet dieser Geräte. Aber selbst die Netzspannung wird durch die Vielzahl von elektronischen, nicht linearen Lasten verzerrt. Erst recht wird die Stromaufnahme aus dem Netz oft so stark verzerrt, dass mit der Messung des Gleichrichtwertes keine vernünftige Aussage über die Stromstärke getroffen werden kann.